# Alexis François
Alexis François (* 8. Juli 1877 in Genf; † 15. Februar 1958 in Chêne-Bougeries) war ein Schweizer Romanist und Historiker.

## Leben und Werk
François studierte in Genf und Paris. Dort promovierte  er 1904  bei Ferdinand Brunot an der Ecole pratique des hautes études mit der Thèse de doctorat La grammaire du purisme et l’Académie française au XVIIIe siècle. Introduction à l’étude des commentaires grammaticaux d’auteurs classiques (Paris 1905, Genf 1973). Ab 1908 war er ausserordentlicher, von 1918 bis 1952 ordentlicher Professor für die Geschichte der modernen französischen Sprache an der Universität Genf. Er war mit Charles-Ferdinand Ramuz befreundet und stand Gonzague de Reynold nahe. Wie dieser gehörte er zu den Initiatoren der Neuen Helvetischen Gesellschaft.

## Weitere Werke

### Romanistik
- Les caractères distinctifs du français moderne. Leçon inaugurale du cours d’histoire de la langue française moderne, 2 mai 1908, Genf 1908
- Le dictionnaire de l’Académie française et les diverses formules du purisme, du XVIIe au XIXe siècle, in: Archiv  für das Studium der neueren Sprachen und Literaturen, 1912
- Les origines italiennes du dictionnaire de l’Académie française, in: Mélanges d’histoire littéraire et de philologie offerts à M. Bernard Bouvier, Genf 1920, S. 149–174
- Correspondance de Jean-Jacques Rousseau et François Coindet (1756–1768),  Annales de la Société Jean-Jacques Rousseau, 14, 1922
- Matériaux pour la correspondance de J.-J. Rousseau, Paris 1923
- Jean-Jacques et Leurs Excellences. Une page de l’histoire des idées libérales en Suisse au XVIIIe siècle, Lausanne 1924
- Les origines lyriques de la phrase moderne. Etude sur la prose cadencée dans la littérature française au dix-huitième siècle, Paris 1929
- La langue postclassique, in: Ferdinand Brunot, Histoire de la langue française des origines à nos jours. T. 6, Le XVIIIe siècle. Partie 2, 2 Bde., Paris 1932/33, Neuauflage 1966, S. 864–2191
- J.-J. Rousseau, Extraits des œuvres autobiographiques, Paris 1936
- Ferdinand Brunot, 1860–1938, in: Vox Romanica, 3, 1938, S. 345–350
- Voltaire, Extraits des œuvres historiques publiés conformément au texte de l’édition de Kehl, Paris 1939
- Les sonnets suisses de Joachim Du Bellay expliqués et commentés, Lausanne 1946
- Le magnifique Meigret, Valet de François Ier, ami de Marot, sauveur de Genève, Genf 1947
- La désinence «ance» dans le vocabulaire français. Une «pédale» de la langue et du style, Genf/Lille 1950
- Stendhal à Genève, Neuchâtel 1954
- Histoire de la langue française cultivée des origines à nos jours, 2 Bde., Genf 1959

### Schweizer Themen
- Dans la lutte. Réflexions patriotiques, morales et sentimentales d’un neutre,  Genf 1916
- La part du neutre. Nouvelles réflexions patriotiques, morales et sentimentales, Genf 1917
- Le berceau de la Croix-Rouge, Genf 1918
- Théâtre puéril, Lausanne 1925
- Un grand humanitaire. Henri Dunant, sa vie et ses œuvres: 1828–1910, Genf 1928
- Aspects d’Henri Dunant. Le bonapartiste, l’affairiste, le sioniste, Genf 1948